# Associação Nacional de Autores, Compositores e Intérpretes de Música
Associação Nacional de Autores, Compositores, Intérpretes e Músicos ou ANACIM é uma instituição brasileira que faz o exercício e a defesa aos direitos autorais do Brasil.

## História
A entidade foi criada em abril de 1980.
Em 1987, a ANACIM era a única das entidades arrecadadoras de direitos autorais que possuía sede em Brasília, e, presidida por Lacyr Viana, participou da assembleia que fez uma profunda reforma no estatuto do ECAD. Na época, a ANACIM possuía apenas 6 votos nas assembleias, contra até 56 votos das associações CICAM, SADEMBRA e UBC. A ANACIM, que possuía como consultor jurídico o então desembargador, e também compositor, Cid Magalhães, defendeu ferrenhamente a limitação do número de votos por associação a 20 votos, além da não-transferência da sede do ECAD, de Brasília para o Rio de Janeiro, o que, na visão da ANACIM, dificultaria a fiscalização.
Na década de 2000, a ANACIM era uma das entidades consideradas como administradas.
Durante a década de 2010, já possindo uma segunda sede no Rio de Janeiro, seu presidente era Eldo Schereiber Saueressig.